# Adventure (Halt and Catch Fire)
Adventure is de vijfde aflevering van de televisieserie Halt and Catch Fire. De episode werd geregisseerd door Ed Bianchi. Adventure werd in de Verenigde Staten voor het eerst uitgezonden op 29 juni 2014.

## Verhaal
Terwijl Bosworth en Joe in een vergaderzaal van Cardiff Electric proberen om potentiële kopers in te palmen, vieren Gordon en zijn computertechnici hun eerste succesje. Maar Joe daagt al snel op om het gejuich in de kiem te smoren. Hij wijst iedereen op het feit dat hun draagbare computer nog steeds te groot en log is.
Niet veel later komt Gordon via een horloge dat televisie-uitzendingen kan ontvangen op het idee om het CRT-scherm van de draagbare computer te vervangen door een lichter en kleiner LCD-scherm. Via zijn jarige schoonvader Gary Emerson, die goeie contacten heeft met het Japanse bedrijf Kazoku Electronics, wil Gordon op een goedkope manier LCD-schermen bemachtigen.
Joe ontdekt dat zijn vader in Dallas is en met hem wil afspreken. Na lang aarzelen, gaat hij naar het hotel van zijn vader. Wanneer hij langs de lobby van het hotel wandelt en zijn vader ziet, besluit hij weer te vertrekken.
Op de werkvloer wordt Cameron door de nieuwe floormanager op de vingers getikt omdat ze computerspelletjes aan het spelen is. Ze moet printerdrivers schrijven, maar weigert mee te werken. Ze doet haar beklag bij Joe, maar die steunt de nieuwe manager en bekritiseert haar gebrek aan professionalisme. Uit frustratie besluit ze haar spullen die nog in Joe's appartement liggen, te gaan ophalen.
Joe en Gordon gaan samen met twee Japanners van Kazoku Electronics op restaurant. Joe en Gordon ontvangen elk een meishi, waarna Joe de leiding neemt in het gesprek en tot een akkoord komt met de Japanners. Maar wanneer Gordon vervolgens in een dronken bui over zijn schoonvader roddelt, springt de deal alsnog af.
In het appartement van Joe botst Cameron op Joe MacMillan Sr., de vader van Joe. De twee hebben een lang gesprek, waarin Joe Sr. uitlegt dat zijn zoon niet respectvol is en hij Cameron het advies geeft om zijn zoon niet te vertrouwen. Wanneer hij vertrekt, laat hij zijn visitekaartje achter.
Gordon probeert zijn fout recht te zetten door contact op te nemen met zijn schoonvader. Joe is hier niet van op de hoogte en neemt zelf contact op met de Japanners.
In Cardiff Electric komt het opnieuw tot een conflict tussen de floormanager en Cameron, die stelt dat er te veel programmeurs in dienst zijn. Cameron weet Joe te overtuigen van haar leidinggevende kwaliteiten en wordt gepromoveerd tot nieuwe floormanager. Nadien deelt Joe aan Gordon het nieuws mee dat de Japanners toch bereid zijn om aan hen LCD-schermen te verkopen. Joe is ervan overtuigd dat zijn emotionele monoloog de Japanners heeft overtuigd om toch een deal te sluiten. Maar dan legt Gordon uit dat het zijn schoonvader was die alles geregeld heeft. Een teleurgestelde Joe trekt zich terug in de vergaderzaal, waar Cameron hem vertelt dat ze zijn vader ontmoet heeft.
Alle personeelsleden van Cardiff Electric zijn op een plaatselijke kermis aanwezig. Plots duikt ook Joe op. Hij neemt deel aan "Whack a Datsun", een wedstrijd waarin hij voor het goede doel een auto mag vernielen. Een zichtbaar gefrustreerde Joe neemt een voorhamer en slaat de auto volledig aan diggelen.

## Cast
- Lee Pace - Joe MacMillan
- Scoot McNairy - Gordon Clark
- Mackenzie Davis - Cameron Howe
- Kerry Bishé - Donna Clark
- Toby Huss - John Bosworth
- John Getz - Joe MacMillan, Sr.
- Chris Mulkey - Gary Emerson
- Annette O'Toole - Susan Emerson
- Cooper Andrews - Yo-Yo Engberk
- August Emerson - Malcolm Levitan
- Scott Michael Foster - Hunt Whitmarsh

## Titelverklaring
Adventure verwijst naar het computerspel "Colossal Cave Adventure", dat door Cameron gespeeld wordt. Gedurende de aflevering raken ook de overige programmeurs van Cardiff Electric verslaafd aan het spelletje. Wanneer Cameron op het einde van de aflevering moet bepalen welke programmeurs mogen blijven en welke moeten vertrekken, vraagt ze wie de code gekraakt heeft om het spel te kunnen uitspelen. Zij die de code gekraakt hebben, mogen blijven.

## Culturele en historische verwijzingen
- De aflevering bevat de nummers Fantaisie-Impromptu van Frédéric Chopin, All Night Long van Joe Walsh, Living in the U.S.A. van de Steve Miller Band en Capsize van Big Black Delta.
- Joe MacMillan Sr. vergelijkt Cameron met de Britse wiskundige Ada Lovelace.
- Op een gegeven moment wordt Bosworth gevraagd om zijn nieuwe computer te vergelijken met de IBM XT.
- Gordon gebruikt de uitspraak "cuckoo for Cocoa Puffs". Dit was sinds 1962 de catchphrase van Sonny the Cuckoo Bird, de mascotte van het ontbijtgranenmerk Cocoa Puffs.
- Cameron geeft aan dat ze het boek The Mythical Man-Month (1975) van Fred Brooks gelezen heeft. In dit boek kom de wet van Brooks aan bod die stelt dat een softwareproject niet sneller afgerond raakt door er meer programmeurs aan toe te voegen. Deze theorie gebruikt Cameron om Joe te overtuigen om enkele programmeurs te ontslaan.
- Aan het einde van de aflevering slaat Joe een groene Nissan S130, ook bekend als een Datsun 280ZX, aan diggelen.